# Ágios Geórgios Ferón
Ágios Geórgios Ferón (Agios Georgios Feron) är en ort i Grekland.   Den ligger i prefekturen Nomós Magnisías och regionen Thessalien, i den centrala delen av landet, 170 km nordväst om huvudstaden Aten. Ágios Geórgios Ferón ligger 145 meter över havet och antalet invånare är 681.
Terrängen runt Ágios Geórgios Ferón är kuperad österut, men västerut är den platt. Runt Ágios Geórgios Ferón är det ganska glesbefolkat, med 36 invånare per kvadratkilometer. Närmaste större samhälle är Volos, 14,2 km öster om Ágios Geórgios Ferón. Trakten runt Ágios Geórgios Ferón består till största delen av jordbruksmark.